# Quai de la Gironde
Der Quai de la Gironde ist ein Kai am Canal Saint-Denis im 19. Arrondissement von Paris.

## Lage
Die Straße liegt auf dem westlichen Ufer des Canal Saint-Denis. Sie verläuft vom Quai de l’Oise (im Süden) und vom Boulevard Macdonald (im Norden) jeweils als Einbahnstraße zur Avenue Corentin Cariou.

## Namensursprung
Die Straße ist nach dem Mündungsfluss Gironde benannt.

## Geschichte
Diese Straße des ehemals selbständigen Dorfs La Villette wurde 1863 an das Pariser Straßennetz angeschlossen und erhielt den heutigen Namen im Jahr 1863.